# Junksaari (ö i Norra Savolax)
Junksaari är en ö i Finland. Den ligger i sjön Suontienselkä och Paasvesi och i kommunen Suonenjoki i den ekonomiska regionen  Inre Savolax ekonomiska region  och landskapet Norra Savolax, i den centrala delen av landet, 290 km nordost om huvudstaden Helsingfors. Öns area är 0,1 hektar och dess största längd är 50 meter i nord-sydlig riktning.